# La orizont, această constelație...
La orizont, această constelație... este o colecție de povestiri științifico-fantastice editată de Lucian Hanu. A apărut în 1990 în colecția Fantastic Club a editurii Albatros. Este ultimul volum publicat în colecția Fantastic Club; pe prima copertă nu apar însemnele colecției (triunghiul). Câteva povestiri au apărut și în colecția de povestiri Anatomia unei secunde (Antologie S.F. a Cenaclurilor din Timișoara): „Maidanul cu extratereștri”, „Zece secunde”. Povestirea „Eternul purgatoriu” de Mihnea Columbeanu a apărut anterior în almanahul Anticipația din 1988. „Zece secunde” a apărut anterior în Alfa - O antologie a literaturii de anticipație românești (1983).

## Cuprins
Volumul conține o prefață de Lucian Hanu și 24 de povestiri scrise. 
1. Ruxandra Andrian Ceciu - „Arconax”
2. Ovidiu Bufnilă - „Șapte oameni cu joben”
3. Mihnea Columbeanu - „Eternul purgatoriu”
4. Constantin Cozmiuc - „Maidanul cu extratereștri”
5. Dorin Davideanu - „Zece secunde”
6. Dan D. Farcaș - „Incidentul de la sera 123”
7. Bogdan Ficeac - „Inorogul”
8. Silviu Genescu - „Într-o zi, curând...”
9. Ștefan Ghidoveanu - „Atenție, folosiți scările!...”
10. György Györffy - „Preț de o clipă, nemuritori...”
11. Răzvan Haritonovici - „Concertul”
12. Oswald Hörer - „O carte de vizită”
13. Cătălin Ionescu - „Loser”
14. Bogdan Ivan - „Lumea ruaiiilor”
15. Cristian Lăzărescu - „Aleea din noapte”
16. Marcel Luca - „Caroline Project”
17. Cornel Marandiuc - „Și dacă vin păstorii?”
18. Lucian Merișca - „Tic-tac”
19. Maria Nicolae-Dumitrescu - „Un copil iubea o floare”
20. Mirela Paciugă - „Error”
21. Viorel Pîrligras - „Cordoba stelelor”
22. Ștefan Sgandăr - „Vânătoarea”
23. Cristian Mihail Teodorescu - „Pedalați și fiți fericit”
24. Dănuț Ungureanu - „Ploi târzii”

## Legături externe
- La orizont această constelație la isfdb.org

## Vezi și
- 1990 în literatură
- Lista antologiilor de povestiri științifico-fantastice românești
- Lista cărților științifico-fantastice publicate în România după 1989
- Lista volumelor publicate în Colecția Fantastic Club